# جشنواره فیلم ونیز
جشنواره فیلم ونیز (به ایتالیایی: Mostra Internazionale d'Arte Cinematografica di Venezia) قدیمی‌ترین جشنواره فیلم در جهان و یکی از بزرگ‌ترین جشنواره‌های سینمایی جهان به‌شمار می‌آید. جشنواره فیلم ونیز نخستین بار در سال ۱۹۳۲ میلادی برگزار شد و در کنار جشنواره‌هایی چون کن و برلین از مهم‌ترین رخدادهای سینمایی اروپا و جهان به‌شمار می‌آید. جشنواره فیلم ونیز در طول سال‌های جنگ دوم جهانی برگزار نمی‌شد و در برخی سال‌ها بخش مسابقه آن فعال نبوده‌است.

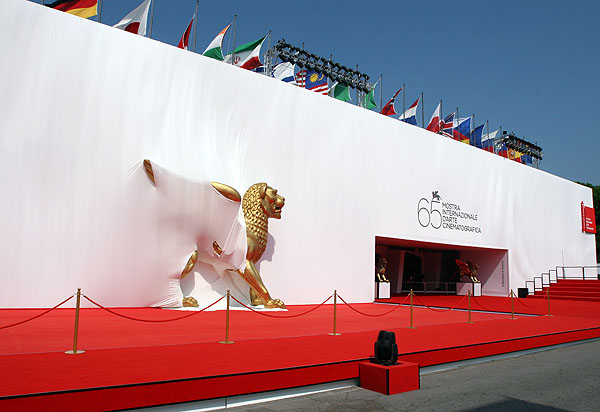
شصت و پنجمین جشنواره فیلم ونیز، ۲۷ اوت تا ۶ سپتامبر ۲۰۰۸

جایزهٔ اصلی جشنواره ونیز شیر طلایی نام دارد. همچنین در این جشنواره جایزه‌ای به نام جایزهٔ انسانیت وجود دارد. این جایزه که مبلغ آن ۵۰ هزار دلار است به سینماگران و بازیگرانی اهدا می‌شود که خود را وقف فعالیت‌های انسان‌دوستانه می‌کنند.
همچنین جایزه جام روباه به بهترین بازیگران زن و مرد اهدا می‌شود. از سال ۲۰۰۲ به بعد «جایزه سان مارکو» برای بهترین فیلم بخش ضد جریان اختصاص داده شد.
از طیف وسیعی برنامه‌های جداگانه از جمله نمایشگاه بین‌المللی هنر ونیز نیز تأسیس شده‌است. جشنواره بین‌المللی موسیقی معاصر ونیز، جشنواره بین‌المللی تئاتر ونیز، نمایشگاه بین‌المللی معماری ونیز، جشنواره بین‌المللی رقص معاصر ونیز و جشنواره بین‌المللی کودکان و نوجوانان کارناوال ونیز به صورت جداگانه زیر نظر مجموعه جشنواره‌های ونیز برگزار می‌شوند.

## جوایز

### شیر زرین
جایزه شیر طلایی بالاترین جایزه جشنواره برای بهترین فیلم در بخش مسابقه ونیز است. شیر طلایی در سال ۱۹۴۹ توسط کمیته سازماندهی معرفی شد و اکنون به عنوان یکی از برجسته‌ترین جوایز صنعت فیلم شناخته می‌شود. در سال ۱۹۷۰، شیر طلایی دوم معرفی شد؛ این جایزه افتخاری برای افرادی که سهم مهمی برای مشارکت در سینما دارند است. شیر طلایی در سال ۱۹۴۹ به عنوان شیر طلایی سنت مارک معرفی شد، شیر بالداری که روی پرچم جمهوری نیز نمایان است. سابقاً، نام جایزه معادل جایزه بین‌المللی بزرگ ونیز بود، اهدا شده در سال ۱۹۴۷ و ۱۹۴۸. قبل از آن، از سال ۱۹۳۴ تا ۱۹۴۲ بزرگ‌ترین جایزه برای بهترین فیلم ایتالیایی و فیلم خارجی جام موسولینی بود. بین سالهای ۱۹۶۹ و ۱۹۷۹ هیچ شیر طلایی اهدا نشد.

### جایزه ویژه داوران
جایزه ویژه داوران به یک یا دو فیلم در اکثر سال‌ها اهدا می‌شود.

### شیر نقره‌ای برای بهترین کارگردانی
شیر نقره‌ای به بهترین کارگردان در بخش مسابقه ونیز اهدا می‌شود.

### جام ولپی
جام‌های ولپی به بهترین بازیگران اهدا می‌شوند. جوایز رسمی برای بهترین بازیگر زن و مرد از سال ۱۹۳۴ اهدا می‌شود. همچنین در میانه دهه ۱۹۹۰
به بازیگران زن و مرد نقش مکمل نیز این جوایز اهدا شد.

### اوسلای طلایی
دو جایزه اوسلای طلایی وجود دارد: یکی برای بهترین مشارکت فنی (برای فیلم‌برداران، آهنگسازان و..) و دیگری برای بهترین فیلمنامه اهدا می‌شود.

### جوایز گذشته
جام موسولینی
جام موسولینی بالاترین جایزه از سال ۱۹۳۴ تا ۱۹۴۲ بود. نامگذاری شده به نام نخست‌وزیر ایتالیا، بنیتو موسولینی، آنها پس از سقوط او در سال ۱۹۴۳ آن را رها کردند و
سرانجام در سال ۱۹۴۷ با نام جایزه بزرگ بین‌المللی ونیز آن را از سر گرفتند.

## بخش‌ها

### اصلی

#### بخش رسمی جشنواره
در سال ۲۰۱۱ در این بخش ۲۱ فیلم بلند از سراسر جهان به نمایش درآمد.

#### خارج از مسابقه
تعدادی از مهم‌ترین تولیدات یک‌سال گذشتهٔ جهان، به خصوص آثاری که کارگردانان شان در دوره‌های پیشین جشنواره حضور داشند به صورت غیررقابتی در این بخش روی پرده می‌روند. در سال ۲۰۱۱، یازده فیلم در این بخش نمایش داده شدند. حداکثر شش فیلم از این بخش در نیمه شب نمایش داده می‌شوند، که آثاری مناسب برای پخش در آن ساعت شب هستند.

#### اوریزونتی (افق)
این بخش اختصاص به فیلم‌هایی از گرایش‌های جدید دنیای سینما بدون توجه به ژانر یا مدت زمان آن‌ها دارد. آثاری که سعی کرده‌اند هنر سینما را دوباره تعریف کنند در این بخش نمایش داده می‌شوند. این بخش پذیرای تمام آثار از فیلم‌های بلند و نیمه بلند و کوتاه است و حداکثر ۲۱ فیلم را به صورت رقابتی و غیر رقابتی شامل می‌شود.

#### سینمای جدید ایتالیا
این بخش اختصاص به فیلم‌هایی از گرایش‌های جدید سینمای ایتالیا دارد و پذیرای حداکثر ۷ فیلم در بخش مسابقه و یک فیلم به صورت غیر رقابتی است.

### بخش‌های مستقل و موازی

#### هفته منتقدان
در این بخش حدود ۷ یا ۸ فیلم به انتخاب سندیکای ملی منتقدان فیلم ایتالیا نمایش داده می‌شوند. این بخش قوانین و مقررات خاص خود را دارد.

#### بخش روزهای ونیز
در این بخش حدود ۱۰ تا ۱۲ فیلم به انتخاب انجمن فیلمسازان ایتالیایی و انجمن کارگردانان و تهیه‌کنندگان مستقل نمایش داده می‌شوند. این بخش نیز قوانین و مقررات خاص خود را دارد.

### بازار فیلم
علاوه بر بخش‌های بالا، جشنواره فیلم ونیز برنامه‌های مروری بر آثار برای تجلیل از فیلمسازان و چهره‌های برجسته دنیای سینما برگزار می‌کند. همچنین بازار فیلمی به نام دفتر صنعت در این جشنواره برای تهیه‌کنندگان و شرکت‌های فروش فیلم برگزار می‌گردد.